# Pražský krysařík

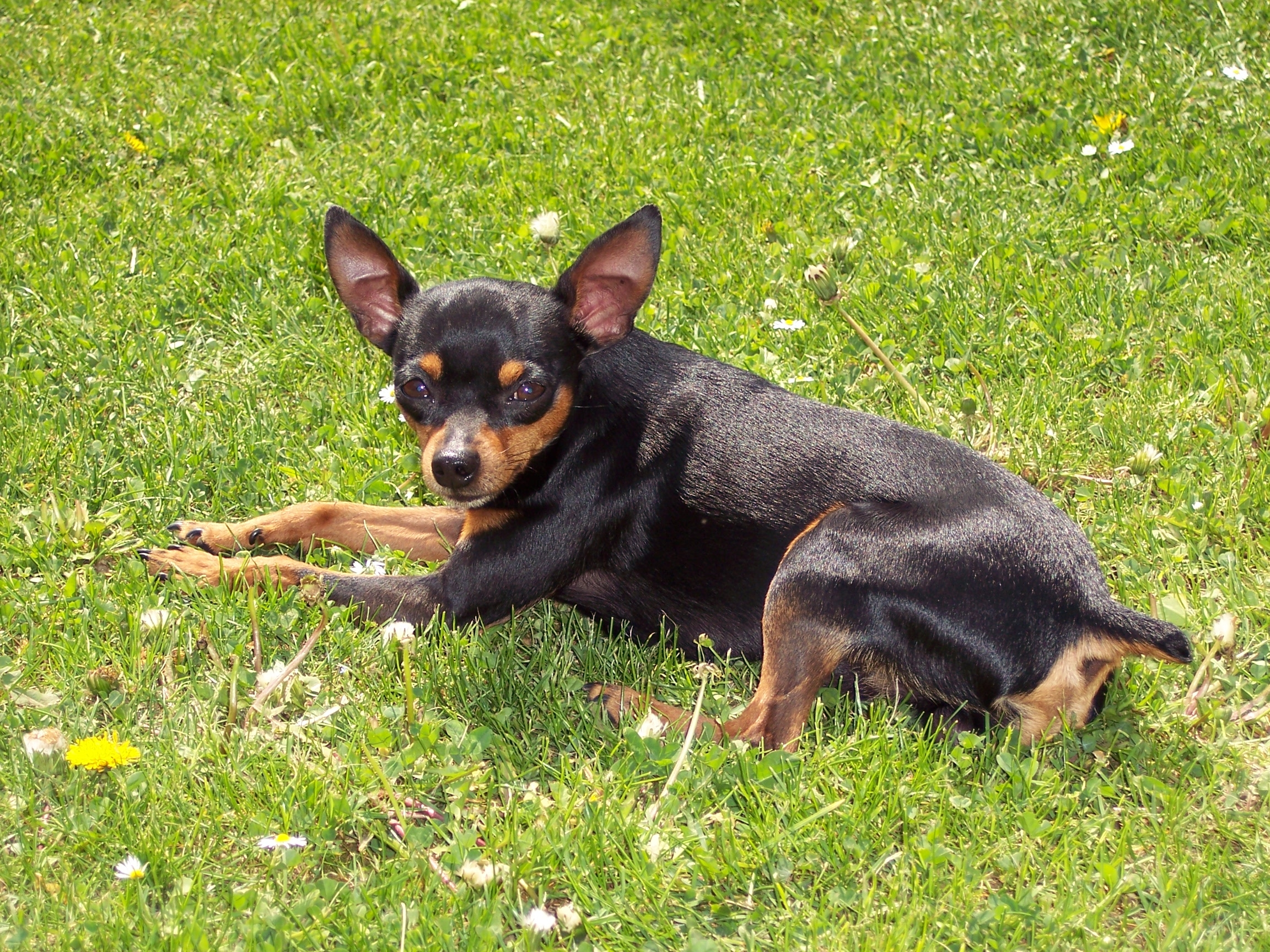

Pražský krysařík nebo libeňský srneček, hovorově ratlík, (slovensky Pražský potkaniarik, anglicky Prague Ratter, německy Prager Rattler) je společenské plemeno psa původem z dnešní České republiky. Toto plemeno známé již asi od 8. století  a v dubnu 2019 se dočkalo prozatímního uznání Mezinárodní kynologickou federací (FCI). Tento psík je velmi čilý a temperamentní. Vyniká svou ostražitostí, výborným čichem, láskou ke svému pánu a oddaností.

## Historie
Chov malých psíků, ať již byli označováni jako ratlíci či pinčové, je v českých zemích tradiční a často je chovali i vládci, proto se mohli někdy stávat i darem na znamení míru. Nejprve byli chováni v domácnostech k chytání krys, později potkanů a dalších hlodavců. V době, která už znala kanalizaci a vyšší stupeň osobní hygieny, se z nich stali mazlíčci městských obyvatel. Zda to byli pravověrní krysaříci či trpasličí pinčové nebo (a to nejspíš) kříženci obou, není zcela jasné. Vznik krysaříka není příliš znán, měl by však v sobě obsahovat původ ze zmíněného německého pinče, dále se zmiňuje i původ z německého dobrmana , či jezevčíka. Byl to častý host při královských hostinách českých králů na Pražském hradě. V minulosti byl pro tohoto psa nejvíce rozšířen počeštěný německý název ratlík (z německého slova Rattler, což znamená ‚krysař‘). Od českého překladu tohoto jména je odvozen zdrobnělý název krysařík. Podle Emila Jecha, který se v článku Ratlík v dějinách odvolává na německého kronikáře Einharda, životopisce slavného panovníka, obdržel Karel Veliký od českého knížete malého psíka jako posla míru, přátelství a vyrovnání všech sporů a nedorozumění mezi oběma zeměmi.

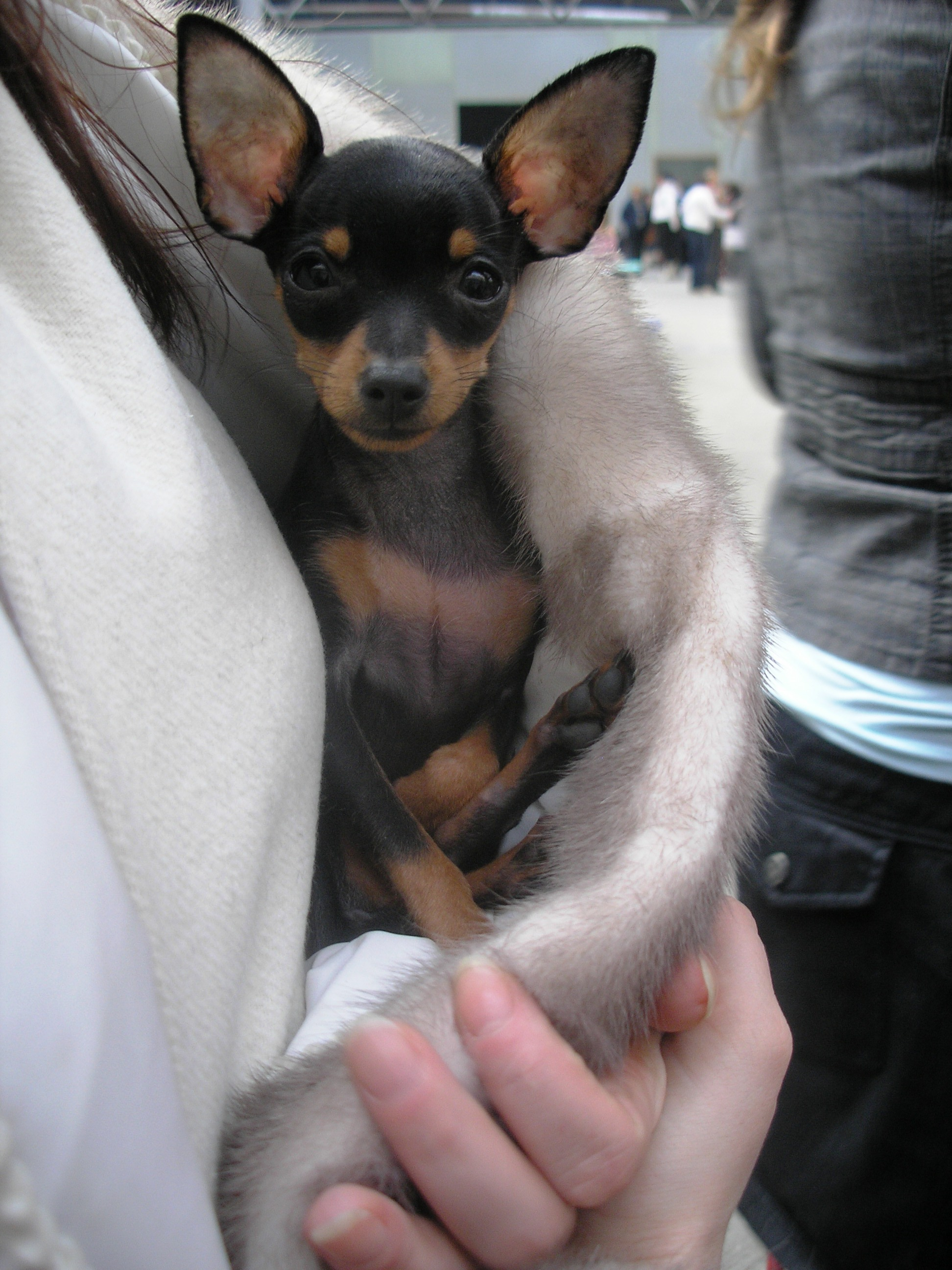
Štěně

## Vzhled
Hlava je hruškovitého tvaru, líce jsou poněkud vystouplé a výrazné. Nosní hřbet je rovný a tvoří přibližně ⅓ celkové délky hlavy, zužuje se k čenichu. V horní části vytváří tupý klín. Oči by měly být kulaté, střední velikosti, vystouplé, dosti vzdálené od sebe. Víčka jsou přilehlá, takže není vidět spojivka. Nos by měl být plně pigmentovaný a odpovídající základnímu zbarvení. Uši dlouhé ve tvaru písmene V, uložené jsou vysoko v zadní části hlavy. Mohou být vztyčené nebo polosklopené (dle standardu je takto klopené ucho povolené, ale nežádoucí). Krk je v harmonickém souladu k tělu, ušlechtile klenutý, bez volné kůže, a měl by plynule bez výraznějšího kohoutku přecházet v pevný, kompaktní hřbet. Břicho je mírně vtažené do slabin. Při pohledu zepředu jsou hrudní končetiny rovné a souběžné, ne příliš široce stojící. Stehna jsou široká, s dobře vyvinutými svaly, které umožňují rychlý pohyb. Při pohledu zezadu je postavení nepříliš široké, rovné a souběžné. Tlapky kočičího tvaru, což znamená, že jsou zaoblené, tvořené krátkými k sobě dobře přiléhajícími vyklenutými prsty. Drápy jsou tmavé. Ocas je vysoko nasazený v rovině hřbetu a směřuje šikmo vzhůru; u kořene je silný a ke špičce se zužuje, přičemž je rovný nebo mírně v polokruhu stočený nad hřbet. Může být kupírován.
Pražský krysařík je krátkosrstý psík. Zbarvení srsti může být černé se znaky, takzvané black and tan, hnědé se znaky, žluté (včetně merle předchozích variant) a červené. Srst krátká, lesklá, přiléhající k tělu, kryjící dokonale kůži. Na hlavě je srst obvykle řidší a kratší než na těle.

### Podobná plemena
Pražskému krysaříkovi se blízce podobá i trpasličí pinč. Ten je však celkově větší a mohutnější. Váží také 4 až 6 kg, několikrát více než pražský krysařík, který nedosahuje ani 3 kg. Trpasličí pinč má též silnější čenichovou partii.

## Povaha
Zvědavý, pozorný, jemný, hravý, mazlivý. Je velice ostražitý, hbitý, rychlý, obratný a neúnavný. Ke své rodině je krysařík přítulný, ale bývá často nedůvěřivý k cizím lidem – velmi dobrý hlídač. Často se říká, že by byl schopný za svou rodinu položit i život. Není dominantní ani příliš temperamentní, proto nebývá problémem jej chovat ve větší početnosti. Je vhodný i k dětem, ale musí s ním zacházet opatrně. Má velmi křehké kosti, přední tlapky jsou slabší.

## Choroby
Obecně lze říci, že pražský krysařík patří mezi zdravotně méně problémová plemena psů. Přesto se ale několik zdravotních problémů opakuje u různých psů častěji:
- Nemoci zubů a dásní: Zvýšené ukládání zubního kamene, což způsobuje větší zápach z dutiny ústní, ale také rozvoj paradentózy, která způsobuje uvolnění zubů z dásní. Toto lze omezit pravidelným čistěním zubů a pravidelným odstraňováním zubního kamene u veterinárního lékaře.
- Zlomeniny: Nejčastěji bývají zlomeny kosti záprstní a kosti předloktí, které bývají způsobeny seskočením psa například ze stolu nebo z náruče, popř. přišlápnutím nohy psa botou.
- Problémy pohybového aparátu: Častým problémem je vykloubení, tzv. luxace čéšky kolenního kloubu. Dispozice k této vadě bývá dědičná.

## Péče
Výchova tohoto psíka není náročná, protože krysařík má pro výchovu dobré přirozené předpoklady – je inteligentní, vnímavý a bystrý, ale stejně jako u každého jiného psa by měla být důsledná. Musí se však vychovávat mírně a srozumitelně, nejsou vhodné žádné tvrdé (zvláště fyzické) tresty. Zásadně by se do výchovy nemělo plést mnoho osob najednou. V rodině by se této úlohy měl ujmout ten, kdo má největší trpělivost a je důsledný. Ostatní členové rodiny by se měli shodnout na stejných výchovných postupech a povelech. Výchova je nutná i v případě, že chováme psa pouze pro radost. Nevychovaný pes je utrpením jak pro svého majitele, tak pro své okolí, a v neposlední řadě je nejistý sám sebou. Pes je uzpůsoben pro život ve smečce a domestikovaný pes spatřuje ve své lidské rodině svoji smečku. Vůdce smečky tedy nařizuje, odměňuje, ale také trestá.
Vzhledem k velikosti pražského krysaříka a jeho vyšší potřebě energie se doporučuje i u dospělých psů krmit 2× až 3× denně.